# 苍山凤仙花
苍山凤仙花（学名：Impatiens tsangshanensis）是凤仙花科凤仙花属的植物，为中国的特有植物。分布在中国大陆的云南等地，目前尚未由人工引种栽培。